# Mér (Egypt)
Mér je město ve středním Egyptě, nacházející se v guvernorátu Asijút přibližně 7 km západně od města El Qusiya.

## Naleziště
Západě od města se nachází archeologické naleziště. Ve svahu vedoucího k pouštní náhorní plošině bylo objeveno několik hrobek. Nejdůležitější z nich patřily mužům, kteří měli v 6. a 12. dynastii starověkého Egypta na starost správu 14. hornnoegyptského nomu.